# Mistrzostwa Polski w kolarstwie przełajowym 1938
Mistrzostwa Polski w kolarstwie przełajowym 1938 odbyły się w Bydgoszczy.

## Wyniki
- Bolesław Napierała (Syrena Warszawa)[1]
- Stanisław Wrzesiński (KPW Warszawa)
- Jan Głowacki (Lauda Warszawa)